# Die Mutprobe (2010)
Die Mutprobe ist ein  deutsch-österreichischer Fernsehfilm von Holger Barthel aus dem Jahr 2010.

## Handlung
Sabine arbeitet als Familienrichterin in Wien, hat selbst jedoch keine Familie. Eines Tages erhält sie von Leonhardt, ihrer ersten großen Liebe, eine Einladung zum Klassentreffen. Nach 20 Jahren kommen die einstigen Schulkameraden in Steinbach an der Steyr zusammen. Sie trifft mit Mia zusammen, die langzeitarbeitslos ist, und sieht Ferdinand wieder, der inzwischen Bürgermeister des Ortes ist und ihr sagt, ihre beste Freundin aus Schultagen Karin sei weggezogen und deswegen nicht gekommen. Auch ihre Jugendliebe Leonhardt lässt sich bei dem Treffen nicht blicken.
Ferdinand erhält einen Anruf von Leonhardt: Seine frühpubertäre Tochter Lena ist nach der Nachhilfe bei Dr. Körbler, einem pensionierten Lehrer, nicht nach Hause gekommen. Zunächst denken alle, Lena habe sich verspätet oder sei mit ihren Freundinnen unterwegs. Leonhardt und seine griechische Ehefrau Sofia werden jedoch immer verzweifelter, je mehr Zeit vergeht. Schließlich ordnet die Polizei eine Suche nach Lena an, die jedoch verschwunden bleibt. Man findet nur ihr Fahrrad, das in einem Gebüsch nahe der Steyr versteckt war. Körbler organisiert mit seinen weitreichenden Beziehungen eine Bundesheereinheit nach Steinbach, die sich sogar mit Unterstützung durch Hubschrauber an der Suche beteiligt.
Nachdem Sabine auf dem Friedhof beim Besuch des Grabes ihrer Mutter auf das neue Grab ihrer Schulfreundin stößt, stellt sie Ferdinand zur Rede, der ihr gesteht, dass Karin Selbstmord begangen hat. Das ruft bei Sabine schmerzhafte Erinnerungen wach. Sie gesteht Leonhardt, dass sie von Dr. Körbler missbraucht worden sei. Sie und ihre Freundin Karin mussten sich nackt vor ihm präsentieren. Das war auch der Grund, warum sie sich nicht auf eine Beziehung mit Leonhardt einlassen konnte. Körbler ist im Dorf beliebt. Er setzt sich für die Gemeinschaft ein. Seit Jahren pflegt er seine wohlhabende Frau, die nach einem Schlaganfall auf den Rollstuhl angewiesen ist. Alle Frauen des Ortes, die Körbler als Kinder unsittlich berührt und pornografisch fotografiert hat, schweigen zu diesen Vorfällen. Sabine lässt Leonhardt und Sofia anonym einen Zettel mit dem Hinweis zukommen, dass Körbler pädophil ist. In der Drogerie nimmt sie Fotoausarbeitungen für Körbler an sich, die Lena und andere Mädchen im Schwimmbad zeigen. Der Polizei sind jedoch mangels belastbarer konkreter Beweise die Hände gebunden.
Lena wird lebend im Wald gefunden. Sie war von ihren Freundinnen zu einer Mutprobe herausgefordert worden, bei der sie drei Tage in einem dunklen, versperrten Keller ausharren sollte. Ihre Befragung ergibt keine Hinweise darauf, dass sich Körbler an ihr oder ihren Freundinnen vergangen hat. Bürgermeister Ferdinand will nun, dass alle Gerüchte um Körbler ein Ende haben, und fordert Sabine unmissverständlich auf, den Ort zu verlassen. Der neue dienstführende Polizist im Dorf, Meier, versucht jedoch die Wahrheit herauszufinden und befragt Melanie, die im Hause Körbler als Putzfrau arbeitet. Auch sie wurde als Kind von Körbler missbraucht. Beim Putzen hat sie eines der Nacktbilder gefunden, die Körbler von Sabine und Karin als junge Mädchen gemacht hat. Auch sie schweigt gegenüber der Polizei, platziert das Nacktfoto aber in Sabines Auto, bevor diese zurück nach Wien fahren will.
Als Sabine das in ihrem Auto hinterlegte Foto findet, dreht sie um und kehrt sofort nach Steinbach zurück. Während die Bewohner des Ortes im Gasthaus Lenas Rettung feiern, betritt Sabine Körblers Haus. Im Keller findet sie ein Fotolabor mit Ordnern voller kinderpornografischer Fotos, sortiert nach den Namen der Mädchen. Sabine packt diese Ordner in einen Müllsack, um damit das Haus zu verlassen, als Mia plötzlich vor ihr steht und sie daran hindern will. Mia will vermeiden, dass mit den Fotos ein Skandal ausgelöst wird, da Körbler der Gemeinde im Todesfall seiner Frau eine größere Geldsumme zugesagt habe, die auch Mia eine Arbeitsstelle sichern würde. Bei einem Handgemenge auf der Treppe wird Mia von Sabine gestoßen und bleibt verletzt im Keller liegen.
In der Zwischenzeit kehrt Dr. Körbler nach Hause zurück und trifft dort auf Sabine und auf seine Frau. Während der Veranstaltung im Gasthaus hat Körbler seine Herztabletten vermisst. Er sucht nun im Haus danach, findet aber keine. Sabine beschuldigt ihn währenddessen, ihr die Jugend gestohlen zu haben, doch Körbler fehlt die Einsicht. Er habe Sabine damals für die Fotos bezahlt, sie dürfe sie ihm daher nicht wegnehmen. Mitten im Gespräch bricht Körbler zusammen und stirbt. Sabine greift zum Telefon, zögert jedoch nach einem deutlichen Augenzeichen von Körblers Frau und wählt erst nach dessen Ableben den Notruf. Melanie spült unterdessen sämtliche Herztabletten Körblers, die sie an sich genommen hat, durch den Abfluss eines Waschbeckens.
Die Polizei geht offiziell von einem natürlichen Tod Körblers durch Herzversagen aus. Meier verfolgt den Verdacht auf unterlassene Hilfeleistung, den sein Kollege ihm gegenüber äußert, nicht weiter. Er erinnert ihn stattdessen an sein inkorrektes Vorgehen während der Abgängigkeitsermittlungen im Fall Lena, das durch die Einflussnahme des Bürgermeisters erfolgte. Am Ende kommt Meier zu Sabine, die auf einer Schotterbank am Flussufer sämtliche Nacktfotos aus Körblers Keller verbrennt. Sabine erklärt Meier, alles getan zu haben, um sich ihrer Vergangenheit zu stellen. Mit der noch immer wirkenden starken psychischen Erschütterung müsse sie nun versuchen fertig zu werden. Meier wünscht ihr für die Zukunft viel Kraft.

## Produktion
Die Mutprobe beruht auf dem gleichnamigen Roman von Lisa Lercher. Der Film wurde von September bis Oktober 2009 in Oberösterreich gedreht und danach im Dezember 2009 fertiggestellt. Er lief am 24. November 2010 erstmals auf ORF 2 im Fernsehen. Am 11. Mai 2011 erfolgte die deutsche Fernsehpremiere auf dem Ersten. Mit 5,26 Millionen Zuschauern wurde die deutsche Erstausstrahlung ein Quotenerfolg.